# Stany Zjednoczone na Zimowych Igrzyskach Olimpijskich 1968
Stany Zjednoczone na Zimowych Igrzyskach Olimpijskich 1968 reprezentowało 96 zawodników: 75 mężczyzn i 21 kobiet. Był to dziesiąty start reprezentacji Stanów Zjednoczonych na zimowych igrzyskach olimpijskich.

## Zdobyte medale
| Medal  | Zawodnik        | Dyscyplina           | Konkurencja            | Rezultat   |
| ------ | --------------- | -------------------- | ---------------------- | ---------- |
| Złoto  | Peggy Fleming   | Łyżwiarstwo figurowe | Solistki               | 1970,5 pkt |
| Srebro | Timothy Wood    | Łyżwiarstwo figurowe | Soliści                | 1891,6 pkt |
| Srebro | Terry McDermott | Łyżwiarstwo szybkie  | Bieg na 500 m mężczyzn | 40,5 s     |
| Srebro | Jenny Fish      | Łyżwiarstwo szybkie  | Bieg na 500 m kobiet   | 46,3 s     |
| Srebro | Dianne Holum    | Łyżwiarstwo szybkie  | Bieg na 500 m kobiet   | 46,3 s     |
| Srebro | Mary Meyers     | Łyżwiarstwo szybkie  | Bieg na 500 m kobiet   | 46,3 s     |
| Brąz   | Dianne Holum    | Łyżwiarstwo szybkie  | Bieg na 1000 m kobiet  | 1:33,4 min |

## Skład kadry

### Biathlon
Mężczyźni
| Zawodnik                                                     | Konkurencja         | czas biegu | Kary  | Łączny czas | Pozycja |
| ------------------------------------------------------------ | ------------------- | ---------- | ----- | ----------- | ------- |
| Raplh Wakley                                                 | Bieg na 20 km       | 1:22:32,9  | 5:00  | 1:27:32,9   | 27.     |
| William Spencer                                              | Bieg na 20 km       | 1:20:17,7  | 10:00 | 1:30:17,7   | 37.     |
| Edward Williams                                              | Bieg na 20 km       | 1:23:45,5  | 9:00  | 1:32:24,5   | 45.     |
| Jonathan Chaffee                                             | Bieg na 20 km       | 1:23:21,1  | 11:00 | 1:34:21,1   | 49.     |
| Ralph Wakley Edward Williams William Spencer John Ehrensbeck | Sztafeta 4 × 7,5 km | 2:28:35,5  | 8     | 2:28:35,5   | 8.      |

### Biegi narciarskie
Mężczyźni
| Zawodnik                                              | Konkurencja        | czas      | Pozycja |
| ----------------------------------------------------- | ------------------ | --------- | ------- |
| Michael Gallagher                                     | Bieg na 15 km      | 52:02,4   | 34.     |
| Mike Elliott                                          | Bieg na 15 km      | 52:40,8   | 41.     |
| Robert Gray                                           | Bieg na 15 km      | 53:24,8   | 48.     |
| Lawrence Damon                                        | Bieg na 15 km      | 55:07,2   | 55.     |
| Michael Gallagher                                     | Bieg na 30 km      | 1:41:58,2 | 27.     |
| Mike Elliott                                          | Bieg na 30 km      | 1:42:22,6 | 29.     |
| Charles Kellogg                                       | Bieg na 30 km      | 1:50:03,7 | 51.     |
| Jon Lufkin                                            | Bieg na 30 km      | 1:51:21,2 | 55.     |
| Lawrence Damon                                        | Bieg na 50 km      | 2:41:25,2 | 32.     |
| Michael Gallagher                                     | Bieg na 50 km      | 2:36:26,1 | 22.     |
| Mike Elliott                                          | Bieg na 50 km      | 2:40:38,5 | 30.     |
| Charles Kellogg                                       | Bieg na 50 km      | 2:44:00,4 | 36.     |
| Michael Gallagher Mike Elliott Robert Gray John Bower | Sztafeta 4 × 10 km | 2:21:30,4 | 12.     |

### Bobsleje
Mężczyźni
| Osada | Zawodnik                                               | Konkurencja | Ślizg 1 | Ślizg 2 | Ślizg 3 | Ślizg 4 | Łącznie | Pozycja |
| ----- | ------------------------------------------------------ | ----------- | ------- | ------- | ------- | ------- | ------- | ------- |
| USA-1 | Paul Lamey Robert Huscher                              | Dwójki      | 1:11,30 | 1:11,54 | 1:11,04 | 1:12,15 | 4:46,03 | 6.      |
| USA-2 | Howard Clifton Michael Luce                            | Dwójki      | 1:12,10 | 1:12,18 | 1:11,88 | 1:13,15 | 4:49,16 | 11.     |
| USA-1 | Boris Said David Dunn Robert Crowley Philip Duprey     | Czwórki     | 1:11,45 | 1:08,92 |         |         | 2:20,37 | 15.     |
| USA-2 | William Hickey Howard Clifton Michael Luce Paul Savage | Czwórki     | 1:11,08 | 1:08,48 |         |         | 2:19,56 | 10.     |

### Hokej na lodzie
Reprezentacja mężczyzn
| - Herbert Brooks - John Cunniff - John Dale - Craig Falkman - Robert Gaudreau - Paul Hurley - Thomas Hurley - Leonard Lilyholm - James Logue |  | - John Morrison - Louis Nanne - Robert Paradise - Lawrence Pleau - Bruce Riutta - Donald Ross - Patrick Rupp - Larry Stordahl - Douglas Volmar |

Reprezentacja Stanów Zjednoczonych brała udział w rozgrywkach grupy A (finałowej) turnieju olimpijskiego zajmując w niej 6. miejsce.

### Tabela końcowa

#### Grupa A
| Drużyna           | M | Mecze | Mecze | Mecze | Bramki | Bramki | Bramki | Pkt | Uwagi |
| Drużyna           | M | W     | R     | P     | +      | -      | +/-    | Pkt | Uwagi |
| ----------------- | - | ----- | ----- | ----- | ------ | ------ | ------ | --- | ----- |
| ZSRR              | 7 | 6     | 0     | 1     | 48     | 10     | +38    | 12  |       |
| Czechosłowacja    | 7 | 5     | 1     | 1     | 33     | 17     | +16    | 11  |       |
| Kanada            | 7 | 5     | 0     | 2     | 28     | 15     | +13    | 10  |       |
| Szwecja           | 7 | 4     | 1     | 2     | 23     | 18     | +5     | 9   |       |
| Finlandia         | 7 | 3     | 1     | 3     | 17     | 23     | -6     | 7   |       |
| Stany Zjednoczone | 7 | 2     | 1     | 4     | 23     | 28     | -5     | 5   |       |
| RFN               | 7 | 1     | 0     | 6     | 13     | 39     | -26    | 2   |       |
| NRD               | 7 | 0     | 0     | 7     | 13     | 48     | -35    | 0   |       |

Wyniki
| 6 lutego 1968 | Czechosłowacja | 5:1 | Stany Zjednoczone |  |

|  |  |  |  |  |

| 7 lutego 1968 | Szwecja | 4:3 | Stany Zjednoczone |  |

|  |  |  |  |  |

| 9 lutego 1968 | ZSRR | 10:2 | Stany Zjednoczone |  |

|  |  |  |  |  |

| 11 lutego 1968 | Kanada | 3:2 | Stany Zjednoczone |  |

|  |  |  |  |  |

| 12 lutego 1968 | Stany Zjednoczone | 8:1 | RFN |  |

|  |  |  |  |  |

| 15 lutego 1968 | Stany Zjednoczone | 6:4 | NRD |  |

|  |  |  |  |  |

| 17 lutego 1968 | Stany Zjednoczone | 1:1 | Finlandia |  |

|  |  |  |  |  |

### Kombinacja norweska
Mężczyźni
| Zawodnik     | Konkurencja   | Bieg narciarski | Bieg narciarski | Bieg narciarski | Skoki narciarskie | Skoki narciarskie | Skoki narciarskie | Skoki narciarskie | Skoki narciarskie | Skoki narciarskie | Skoki narciarskie | Skoki narciarskie | Łącznie | Pozycja |
| Zawodnik     | Konkurencja   | Czas biegu      | Pozycja         | Punkty          | Skok 1            | Nota              | Skok 2            | Nota              | Skok 3            | Nota              | Punkty            | Pozycja           | Łącznie | Pozycja |
| ------------ | ------------- | --------------- | --------------- | --------------- | ----------------- | ----------------- | ----------------- | ----------------- | ----------------- | ----------------- | ----------------- | ----------------- | ------- | ------- |
| John Bower   | Indywidualnie | 51:00,1         | 16.             | 205,96          | 69,5              | 104,2             | 69,5              | 101,0             | 70,0              | 99,4              | 205,2             | 14.               | 411,16  | 13.     |
| Georg Krog   | Indywidualnie | 53:55,9         | 33.             | 171,56          | 73,0              | 105,4             | 74,0              | 106,8             | 72,0              | 100,2             | 212,2             | 11.               | 383,76  | 22.     |
| Jim Miller   | Indywidualnie | 50:56,0         | 15.             | 206,78          | 60,0              | 70,5              | 67,5              | 85,1              | 67,5              | 86,5              | 171,6             | 35.               | 378,38  | 26.     |
| Thomas Upham | Indywidualnie | 56:30,5         | 40.             | 142,97          | 60,5              | 80,9              | 67,5              | 92,2              | 66,5              | 90,0              | 182,2             | 31.               | 325,17  | 39.     |

### Łyżwiarstwo figurowe
| Zawodnik                         | Konkurencja   | Nota   | Pozycja |
| -------------------------------- | ------------- | ------ | ------- |
| Peggy Fleming                    | Solistki      | 1970,5 | złoto   |
| Tina Noyes                       | Solistki      | 1797,3 | 4.      |
| Janet Lynn                       | Solistki      | 1698,7 | 9.      |
| Timpthy Wood                     | Soliści       | 1891,6 | srebro  |
| Gary Visconti                    | Soliści       | 1810,2 | 5.      |
| John Misha Petkevich             | Soliści       | 1806,2 | 6.      |
| Cynthia Kauffman Ronnie Kauffman | Pary sportowe | 297,0  | 6.      |
| Sandi Sweitzer Roy Wagelein      | Pary sportowe | 294,5  | 7.      |
| JoJo Starbuck Kenneth Shelley    | Pary sportowe | 276,0  | 13.     |

### Łyżwiarstwo szybkie
Mężczyźni
| Zawodnik             | Konkurencja   | Konkurencja   | Konkurencja    | Konkurencja    | Konkurencja    | Konkurencja    | Konkurencja    | Konkurencja    |
| Zawodnik             | Bieg na 500 m | Bieg na 500 m | Bieg na 1000 m | Bieg na 1000 m | Bieg na 1500 m | Bieg na 1500 m | Bieg na 3000 m | Bieg na 3000 m |
| Zawodnik             | Czas          | Miejsce       | Czas           | Miejsce        | Czas           | Miejsce        | Czas           | Miejsce        |
| -------------------- | ------------- | ------------- | -------------- | -------------- | -------------- | -------------- | -------------- | -------------- |
| Terry McDermott      | 40,5          | srebro        |                |                |                |                |                |                |
| Thomas Gray          | 41,6          | 21.           |                |                |                |                |                |                |
| Nathaniel Blatchford | 40,7          | 5.            |                |                |                |                |                |                |
| John Wurster         | 40,7          | 5.            |                |                |                |                |                |                |
| Wayne LeBombard      |               |               | 2:11,2         | 23.            | 8:03,8         | 28.            |                |                |
| Richard Wurster      |               |               | 2:08,4         | 19.            |                |                |                |                |
| William Lanigan      |               |               | 2:11,7         | 24.            | 7:57,7         | 24.            | 16:50,1        | 21.            |
| Roger Capan          |               |               | 2:13,6         | 34.            |                |                |                |                |
| William Cox          |               |               |                |                | 7:58,1         | 25.            | 17:08,2        | 25.            |

Kobiety
| Zawodnik          | Konkurencja   | Konkurencja   | Konkurencja    | Konkurencja    | Konkurencja    | Konkurencja    | Konkurencja      | Konkurencja      |
| Zawodnik          | Bieg na 500 m | Bieg na 500 m | Bieg na 1500 m | Bieg na 1500 m | Bieg na 5000 m | Bieg na 5000 m | Bieg na 10 000 m | Bieg na 10 000 m |
| Zawodnik          | Czas          | Miejsce       | Czas           | Miejsce        | Czas           | Miejsce        | Czas             | Miejsce          |
| ----------------- | ------------- | ------------- | -------------- | -------------- | -------------- | -------------- | ---------------- | ---------------- |
| Dianne Holum      | 46,3          | srebro        | 1:33,4         | brąz           | 2:28,55        | 13.            |                  | .                |
| Jenny Fish        | 46,3          | srebro        | 1:38,4         | 23.            |                |                |                  |                  |
| Mary Meyers       | 46,3          | srebro        |                |                |                |                |                  |                  |
| Jeanne Ashworth   |               |               | 1:34,7         | 7.             | 2:30,3         | 16.            | 5:14,0           | 10.              |
| Jeanne Omelenchuk |               |               |                |                | 2:35,5         | 25.            | 5:14,9           | 11.              |
| Toy Dorgan        |               |               |                |                |                |                | 5:17,6           | 14.              |

### Narciarstwo alpejskie
Mężczyźni
| Zawodnik          | Konkurencja        | Konkurencja        | Konkurencja         | Konkurencja         | Konkurencja   | Konkurencja   | Konkurencja                       | Konkurencja                       | Konkurencja                       | Konkurencja                       |
| Zawodnik          | Zjazd              | Zjazd              | Slalom gigant       | Slalom gigant       | Slalom gigant | Slalom gigant | Slalom specjalny                  | Slalom specjalny                  | Slalom specjalny                  | Slalom specjalny                  |
| Zawodnik          | Czas               | Pozycja            | Czas 1-go przejazdu | Czas 2-go przejazdu | Czas          | Pozycje       | Czas 1-go przejazdu               | Czas 2-go przejazdu               | Czas łączny                       | Pozycja                           |
| ----------------- | ------------------ | ------------------ | ------------------- | ------------------- | ------------- | ------------- | --------------------------------- | --------------------------------- | --------------------------------- | --------------------------------- |
| Billy Kidd        | 2:03,40            | 18.                | 1:45,91             | 1:46,46             | 3:32,37       | 5.            | Nie ukończył pierwszego przejazdu | Nie ukończył pierwszego przejazdu | Nie ukończył pierwszego przejazdu | Nie ukończył pierwszego przejazdu |
| Jim Heuga         |                    |                    | 1:45,46             | 1:48,43             | 3:33,89       | 10.           | 49,96                             | 51,01                             | 1:40,97                           | 7.                                |
| Dennis McCoy      | 2:04,82            | 21.                |                     |                     |               |               |                                   |                                   |                                   |                                   |
| Jere Elliott      | Nie ukończył biegu | Nie ukończył biegu |                     |                     |               |               |                                   |                                   |                                   |                                   |
| James Barrows     | Nie ukończył biegu | Nie ukończył biegu |                     |                     |               |               |                                   |                                   |                                   |                                   |
| Vladimir Sabich   |                    |                    | 1:46,34             | 1:49,81             | 3:36,15       | 14.           | 49,75                             | 50,74                             | 1:40,49                           | 5.                                |
| Frederick Chaffee |                    |                    | 1:46,44             | 1:49,75             | 3:36,19       | 15.           | 49,95                             | 51,24                             | 1:41,19                           | 9.                                |

Kobiety
| Christina Cutter  | 1:44,94 | 17. | 1:59,52 | 21. | Dyskwalifikacja | Nie ukończyła konkurencji | Nie ukończyła konkurencji | Nie ukończyła konkurencji |
| Sandra Shellworth | 1:46,53 | 21. |         |     |                 |                           |                           |                           |
| Suzanne Chaffee   | 1:48,50 | 28. | 1:58,38 | 17. |                 |                           |                           |                           |
| Judy Nagel        |         |     | 1:57,39 | 12. | 40,19           | Dyskwalifikacja           | Nie ukończyła konkurencji | Nie ukończyła konkurencji |
| Wendy Allen       |         |     | 2:00,03 | 22. | Dyskwalifikacja | Nie ukończyła konkurencji | Nie ukończyła konkurencji | Nie ukończyła konkurencji |
| Rosie Fortna      |         |     |         |     | Dyskwalifikacja | Nie ukończyła konkurencji | Nie ukończyła konkurencji | Nie ukończyła konkurencji |

### Saneczkarstwo
Mężczyźni
| Zawodnik                 | Konkurencja | Ślizg 1                      | Ślizg 2                      | Ślizg 3 | Łącznie | Pozycja                   |                           |
| ------------------------ | ----------- | ---------------------------- | ---------------------------- | ------- | ------- | ------------------------- | ------------------------- |
| Kim Layton               | Jedynki     | 59,73                        | 59,45                        | 59,46   | 2:58,64 | 26.                       |                           |
| James Murray             | Jedynki     | 1:00,34                      | 59,94                        | 59,72   | 3:00,00 | 28.                       |                           |
| Mike Hessel              | Jedynki     | 1:00,00                      | 1:00,46                      | 1:00,16 | 3:00,62 | 30.                       |                           |
| Robin Partch             | Jedynki     | 1:30,36                      | 59,78                        | 59,53   | 3:29,67 | 46.                       |                           |
| Mike Hessel Jim Moriarty | Dwójki      | Nie ukończyli 1-go przejazdu | Nie ukończyli 1-go przejazdu |         |         | Nie ukończyli konkurencji | Nie ukończyli konkurencji |

Kobiety
| Zawodnik                     | Konkurencja | Ślizg 1 | Ślizg 2 | Ślizg 3 | Łącznie | Pozycja |
| ---------------------------- | ----------- | ------- | ------- | ------- | ------- | ------- |
| Kathleen Ann Roberts-Homstad | Jedynki     | 50,62   | 51,04   | 51,94   | 2:33,60 | 14.     |
| Ellen Williams               | Jedynki     | 51,67   | 51,09   | 52,39   | 2:35,15 | 16.     |
| Sheila Johansen              | Jedynki     | 51,21   | 51,90   | 52,36   | 2:35,47 | 17.     |

### Skoki narciarskie
Mężczyźni
| Konkurencja            | Skoczek       | Skok 1    | Skok 1 | Skok 2    | Skok 2 | Nota  | Pozycja |
| Konkurencja            | Skoczek       | odległość | Nota   | odległość | Nota   | Nota  | Pozycja |
| ---------------------- | ------------- | --------- | ------ | --------- | ------ | ----- | ------- |
| Skocznia normalna K-70 | John Balfanz  | 72,5      | 97,8   | 68,5      | 91,9   | 189,7 | 33.     |
| Skocznia normalna K-70 | William Bakke | 69,5      | 90,0   | 70,0      | 90,8   | 180,8 | 40.     |
| Skocznia normalna K-70 | Jay Rand      | 70,0      | 85,8   | 70,5      | 92,6   | 178,4 | 42.     |
| Skocznia normalna K-70 | Adrian Watt   | 71,0      | 86,9   | 68,0      | 87,1   | 174,0 | 44.     |
| Skocznia duża K-90     | John Balfanz  | 84,5      | 83,7   | 85,5      | 86,1   | 169,8 | 42.     |
| Skocznia duża K-90     | William Bakke | 90,5      | 90,1   | 87,5      | 85,4   | 175,5 | 34.     |
| Skocznia duża K-90     | Jay Rand      | 90,0      | 90,9   | 86,0      | 83,8   | 174,7 | 35.     |
| Skocznia duża K-90     | Jay Martin    | 85,0      | 81,4   | 85,0      | 82,4   | 163,8 | 43.     |